# Víctor Manuel Fernández Gutiérrez
Víctor Manuel Fernández Gutiérrez, kurz Víctor (* 17. April 1974 in Mérida) ist ein ehemaliger spanischer Fußballspieler und heutiger -trainer.

## Spielerkarriere

### Die Anfänge
Víctor startete seine Karriere als Fußballer bei Real Madrid Castilla, für das er von 1992 bis 1994 insgesamt sieben Tore in 27 Spielen erzielte. Anschließend wurde er vom spanischen Erstligisten CD Teneriffa geholt, bei dem er allerdings zunächst einmal einen schweren Stand hatte. In den ersten anderthalb Jahren kam er nur auf 16 Einsätze, in denen er zwei Tore erzielte. Aus diesem Grunde wurde er für die Rückrunde der Saison 1995/1996 an den Zweitligisten CD Toledo abgegeben. Dort schaffte er den Durchbruch mit zehn Toren in 20 Spielen.

### Real Valladolid / Villarreal
Im Sommer 1996 wechselte Víctor Fernández Gutiérrez zum Erstligisten Real Valladolid, für den er gleich in der ersten Saison 16 Tore in 42 Spielen erzielen konnte. In den folgenden beiden Jahren schoss er fünf und vier Tore, konnte in der Saison 1999/2000 mit erneut 13 Saisontreffern wieder an alte Leistungen anknüpfen. Im Sommer 2000 wechselte Víctor trotz der erfolgreichen Zeit mit Valladolid zum Erstliga-Aufsteiger FC Villarreal, der sich erstmals für die Primera División qualifizieren konnte. In seinen ersten beiden Jahren bei den Ostspaniern erzielte er erneut jeweils 14 Tore. Mit den wachsenden Ansprüchen in Villarreal baute Víctor trotz eines Stammplatzes ab. Acht Saisontoren 2002/2003 folgten gerade einmal drei Treffer 2003/2004.

### Rückkehr zu Valladolid
In der Saison 2004/2005 kehrte Víctor zu seinem mittlerweile in die Segunda División abgestiegenen Ex-Club Real Valladolid zurück. Dort fand er nach und nach zu alter Stärke zurück. Mit acht und elf Toren in den ersten beiden Jahren nach seiner Rückkehr konnte er allerdings noch nichts entscheidendes bewegen. In der Saison 2006/2007 hatte Víctor mit 19 Saisontoren maßgeblichen Anteil am Aufstieg seines Vereins in die Primera División. Auch in der Saison 2007/2008 hat Víctor mit neun Toren bei 33 Einsätzen wieder zu überzeugen gewusst. In der Spielzeit 2008/09 kam er lediglich auf fünf Saisontore, sicherte sich mit seinem Team erneut den Klassenverbleib.

### Karriereende
Im Sommer 2009 verließ Víctor Valladolid und wechselte zum FC Cartagena, der gerade in die Segunda División aufgestiegen war. Als Stammspieler im Sturm steuerte er neun Treffern zum Erreichen des fünften Platzes bei. In der Spielzeit 2010/11 machte er mit zwölf Trefferm auf sich aufmerksam. Sein Klub beendete die Saison im sicheren Mittelfeld. Víctor ging im Sommer 2011 zu Aufsteiger CD Leganés in die Segunda División B. Dort beendete er ein Jahr später seine aktive Laufbahn.

## Trainerkarriere
Zum Ende seiner aktiven Laufbahn übernahm Víctor im April 2012 den Trainerposten bei seinem Klub CD Leganés. In den verbleibenden vier Saisonspielen sicherte er sich mit seiner Mannschaft den Klassenverbleib. Zu Beginn der Saison 2012/13 wurde er durch Pablo Alfaro abgelöst. Zu Beginn der Spielzeit 2015/16 wurde er Cheftrainer des FC Cartagena in der Segunda División B. Anfang Februar 2016 wurde er entlassen und durch Alberto Monteagudo ersetzt.

## Erfolge
- 2006/07 – Aufstieg in die Primera División mit Real Valladolid